# Fingrid

Fingrid的logo

Fingrid Oyj是芬兰的一個輸電網路运营商。芬兰政府是該公司的最大股東，佔股53.1 %，其他各类金融保险机构佔股46.9 %。 芬兰全國大约77%的电力來自該公司。該公司成立于1996年11月29日，並於1997年9月1日开始运营。

## 外部鏈接
- 官方网站